# Carrer d'Avinyó
El Carrer d'Avinyó es troba al barri Gòtic, al districte de Ciutat Vella, a Barcelona. El seu nom prové d'una família catalana, a la qual van pertànyer diversos personatges de rellevància per a la història de la ciutat entre els segles xiv i xv.

## Història
El carrer porta el nom d'Avinyó des de 1840. També ha rebut els noms de 18 de Juliol, Pou de l'Alda i Calderes Velles. El nom prové d'una família d'època medieval, de la qual destaca Lluís d'Avinyó, autor d'una Història de Catalunya al segle xv.
El carrer d'Avinyó es troba en el que era el marge occidental de l'antiga ciutat romana de Bàrcino, per on transcorria la primera de les muralles construïdes per protegir la ciutat, de la qual no obstant això no queden tot just restes. A l'interior d'un restaurant, al número 19 del carrer, es conserven algunes restes d'una de les torres de la muralla. A la confluència dels actuals carrers d'Avinyó i Ferran es trobava una de les portes de la ciutat, la Porta Principalis Dextra.
Fins a principis de segle xx començava al final del carrer dels Banys Nous i acabava a la cruïlla del carrer de la Comtessa de Sobradiel. La part fins al carrer Ample pertanyia llavors al carrer dels Escudellers, que començava a la plaça de Teatre, al costat de la Rambla, el que li conferia una forma de L. El 1920 es va fer un traçat més racional i es va estendre el carrer d'Avinyó fins al carrer Ample, acabant Escudellers a la intersecció amb Avinyó, a l'altura de Comtessa de Sobradiel.
El carrer d'Avinyó va ser fins al segle xix una zona residencial on vivien famílies de la burgesia i l'aristocràcia, de manera que abundaven les cases senyorials. No obstant això, el trasllat de les classes benestants al nou districte de l'Eixample va suposar l'inici d'una certa degradació de la zona.
Al número 56 d'aquest carrer va viure el dramaturg Frederic Soler, més conegut pel pseudònim Serafí Pitarra. Una placa al portal d'aquest edifici recorda tal circumstància.
En aquest carrer (al número 44), hi havia un bordell que solia freqüentar Pablo Picasso, conegut com a «Ca la Mercè», en el qual es va inspirar per pintar el seu cèlebre quadre Les senyoretes d'Avinyó (1907, Museum of Modern Art, Nova York), escrit de vegades Les senyoretes d'Avignon perquè es pensava erròniament que al·ludia a la ciutat francesa d'Avinyó.
Al número 27 va tenir la seva seu una lògia maçònica en la dècada de 1930, espiada pel sinistre prevere Joan Tusquets Terrats i pel seu secretari i també sacerdot Joaquim Guiu i Bonastre des de la casa de la tia del primer, que regentava una farmàcia.

## Monuments
Un dels edificis més emblemàtics del carrer d'Avinyó (núm. 23) és el Casino Mercantil o Borsí (1881-1883), de Tiberi Sabater, des de 1939 seu de l'Escola de la Llotja. És un edifici eclèctic de tall clàssic que combina elements renaixentistes amb els ordres clàssics grecoromans; a la façana es troben dues escultures en al·legoria del Comerç i la Indústria, obra de Rossend Nobas i Joan Roig i Solé.
Al número 15 es troba la Domus Avinyó, unes restes arqueològiques d'una antiga casa romana englobats en el conjunt expositiu del Museu d'Història de Barcelona. Les restes van ser trobats en 2004 durant les obres de rehabilitació d'un edifici de propietat municipal. Corresponen a una casa romana que va estar habitada entre els segles i i v, que inclouen un conjunt de pintura mural de gran qualitat, únic trobat fins llavors en la ciutat.
Altres edificis d'interès són:
- Primera Central Telefònica (núm. 11-13): edifici modernista de Pere Falqués (1906) que va albergar la primera central de telèfons de la ciutat; actualment és un hostal.[12]

- Casa Miquel Clavé (núm. 20): edifici neoclàssic del segle xix, amb un portal d'arc escarser i decoració de tipus academicista. Des de principis del segle xx allotja el Col·legi Sagrada Família d'Urgell.[13]

- Edifici del núm. 22: d'estil modernista, destaca pels seus balcons de formes ondulades i per la seva profusa ornamentació floral.[14]

- Edifici del núm. 26: del segle xviii, té una estreta façana dividida en dos eixos verticals, el de l'esquerra amb finestres i el de la dreta amb balcons. La decoració és d'esgrafiat, molt deteriorat avui dia.[15]

- Casa dels Quatre Rius (núm. 30): casa senyorial del segle xviii, obra de Jaume Fàbregues, que presenta en la seva façana un dels conjunts d'esgrafiats d'estil barroc més importants de la ciutat. En ells estan representats els rius Danubi, Nil, Ganges i Riu de la Plata com representants dels quatre principals continents -d'aquí el nom de l'edifici-, al costat de diverses al·legories de les arts (Ceràmica, Música, Pintura i Escultura). Actualment és un hotel.[4]

- Casa Evarist Arnús (núm. 42): edifici del 1859 de plantes jerarquitzades, amb un primer pis de balcó corregut, un segon de balcons individuals sobre mènsules i altres dos de balcons senzills. Des del 2008 hi ha l'Hostal Barcelona Quartier Gothic, abans Hostal Avinyó.[16]

- Casa Joan Gabriel (núm. 44): del segle xvii, té dues façanes, amb una posterior al carrer de Carabassa núm 7. La d'Avinyó, reformada al segle xix, presenta un arrebossat d'imitació de carreus. La Carabassa va ser reformada al segle xviii i presenta esgrafiats de motius florals, a més d'un pont amb l'edifici de davant.[17]

- Casa Llaurador (núm. 52): del segle xviii, té tres portals d'arc escarser a la façana, el central dels quals dona accés a un vestíbul amb una volta bufada i un pati interior amb una escala de grans arcades sobre columnes.[18]

- Casa Antoni Sala i Brugués (núm. 54): construït el 1847, destaca pel seu pati, de planta quadrada amb decoració d'estil neoclàssic, amb una galeria perimetral de columnes toscanes a la planta noble. A la façana destaquen els balcons amb reixes de ferro de motius neogòtics.[19]